# クール・モー・ディー
クール・モー・ディー（Kool Moe Dee、1962年8月8日 - ）は、アメリカ合衆国のラッパー、ヒップホップ・ミュージシャンである。本名はMohandas Dewese。ニューヨーク市ハーレム出身。

## 来歴
1970年代後半にトレチャラス・スリーのメンバーとしてデビュー。1981年にビジー・ビーと記録上最古のMCバトルで戦い、勝利する。1980年代後半にソロに転向し、1988年に「ワイルド・ワイルド・ウエスト」のヒットを放つ。ニュージャックスウィングのプロデューサーであるテディ・ライリーとの共同作業でも知られる。ラッパーとしては早い時期のグラミー賞受賞者。

## ディスコグラフィー
- Kool Moe Dee (1986)
- How Ya Like Me Now (1987)
- Knowledge Is King (1989)
- The Greatest Hits (1990)
- Funke, Funke Wisdom (1991)
- Interlude (1994)
- Brand New Heat (2015)
- Notis (2016)
- Are You Beautiful feat. Steve Arrington (2017)
- Body Em feat. Earth, Wind & Fire (2018)